# Teneriforma meteorae
Teneriforma meteorae is een eenoogkreeftjessoort uit de familie van de Spinocalanidae. De wetenschappelijke naam van de soort is voor het eerst geldig gepubliceerd in 1989 door Schulz.